# Carlos Vlaemynck
Carlos Vlaemynck (Brugge, 13 januari 1929 - 14 maart 1988) was een Belgisch historicus en leraar. Als historicus-specialist inzake het Bloedbad van Abbeville werd hij uitvoerig geïnterviewd door Maurice De Wilde voor de VRT-documentaire “De verdachten (Episode 2/4) : In vreemde handen”.

## Levensloop
Vlaemynck studeerde aan het Sint-Lodewijkscollege, promoveerde tot doctor in de rechten aan de Rijksuniversiteit Gent en studeerde nadien nog een jaar aan het Europacollege. Hij werd leraar in het rijksonderwijs.
Hij interesseerde zich vooral voor de Tweede Wereldoorlog en begon met publicaties over dit onderwerp in het Brugsch Handelsblad. Hij werd conservator van het privémuseum gewijd aan beide wereldoorlogen in de zalen van de Brugse Kruispoort. Hij was ook medestichter in 1963 van de Westvlaamse Gidsenkring.
Vlaemynck bleef vrijgezel en overleed op relatief jonge leeftijd.

## Publicaties
- De Bevrijding van Brugge op 12 september 1944, 1974.
- De Meidagen van 1940, 1975.
- Het dossier Abbeville, Leuven, Davidsfonds, 1977.
- Frans K.P.- leider dook onder te Brugge, Brugsch Handelsblad, 4 juni 1977.
- De slag om Moerbrugge, 1980.
- Naar Engeland gedeporteerd, 1984.
- Hoe in troebele tijden de relikwie van het Heilig-Bloed te Brugge verborgen werd, 1984.
- Het oorlogsgedenkteken van het Sint-Lodewijkscollege (samen met J. Jonnaert), 1985.
- Operatie Ramrod 934